# Ebba Nyberg
Ebba Louise Nyberg, född 14 augusti 1982, är en svensk elitsimmare som simmar för simklubben Spårvägen Simförening. Hon är utbildad kostrådgivare och personlig tränare.
Nyberg har ett SM-silver på 50 m bröstsim från 2006 som främsta merit . Nyberg ingick, tillsammans med Therese Alshammar, i laget som slog svenskt rekord på 4x50 m medley vid kortbane-SM samma år och rekordet höll i sig många år efter det slagits. År 2006 testades hon vid ett dopningstest och hennes prov visade spår av det förbjudna ämnet androstriendion som året innan blev dopingklassat för både män och kvinnor året innan. 
Nyberg hävdade att hon måste ha fått i sig substansen genom ett kosttillskott, och Läkemedelsverket som testade kosttillskotten hittade spårämnena som ej var registrerade på innehållsförteckningen i kosttilskottet. Därav kom rubriceringen ” misstags doping ” som en benämning på fallet i media och av förbundet själv. Simförbundet dömde henne till sex månaders avstängning, en avstängning som förlängdes pga. praxis till två år av Riksidrottsnämnden.